# Sanenobu Noriaki
Noriaki Sanenobu (sinh ngày 7 tháng 5 năm 1980) là một cầu thủ bóng đá người Nhật Bản.

## Sự nghiệp câu lạc bộ
Noriaki Sanenobu đã từng chơi cho Gainare Tottori.